# Lucas Severino
Lucas Severino (sinh ngày 3 tháng 1 năm 1979) là một cầu thủ bóng đá người Brasil.

## Sự nghiệp câu lạc bộ
Lucas Severino đã từng chơi cho FC Tokyo và Gamba Osaka.